# Афрасіяб Бадалбейлі
Афрасіяб Бадалбек-огли Бадалбейлі (азерб. Əfrasiyab Bədəlbəy oğlu Bədəlbəyli; 6 (19) квітня 1907, Баку — 6 січня 1976, Баку) — азербайджанський композитор, диригент, музикознавець і публіцист, народний артист Азербайджанської РСР (1960). Брат режисера Шамсі Бадалбейлі.
Автор музики та лібрето першого азербайджанського балету і першого балету на мусульманському Сході «Дівоча вежа», опер, таких як «Нізамі» (1948), «Верби не заплачуть» (1971), творів для симфонічного оркестру, музики до низки п'єс.
Відомий також працями та статтями в галузі музикознавства. Популярним є його тлумачний-монографічний музичний словник, у якому поряд із відомими музичними термінами зібрано й розроблені ним азербайджанські терміни.
Бадалбейлі, крім рідної азербайджанської, володів також перською, арабською та російською мовами.

## Життєпис

### Дитинство і юність

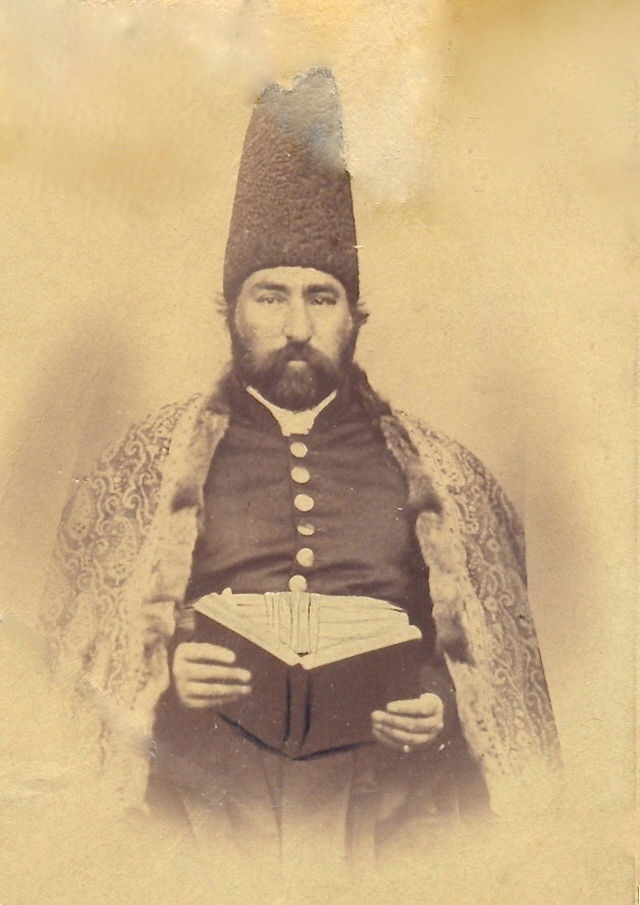
Прадід Афрасіяба Бадалбейлі, Бахман Мірза Каджар, фельдмаршал Ірану, генерал-губернатор Південного Азербайджану

Афрасіяб Бадалбейлі народився 19 квітня 1907 року в Баку в сім'ї вихідців із міста Шуша. Його мати Рагіма Каджар була онукою принца Бахмана Мірзи Каджара. У дитинстві вона, захоплюючись поезією, відвідувала меджліси Хуршидбану Натаван, де читала вірші.
Його батько Бадалбек Бадалбейлі закінчив Закавказьку вчительську семінарію в Горі. Пізніше він переїхав до Баку, де заснував Російсько-мусульманську школу в районі вулиці Радянської, яку також називали «Школа Бадалбека». Уряд Азербайджанської Демократичної Республіки нерідко доручав йому займатися питаннями освіти.

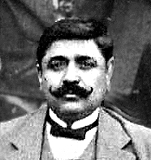
Батько, Бадалбек Бадалбейлі

Бувши двоюрідним братом Узеїра Гаджибекова, Бадалбек допоміг йому в організації першого в Азербайджані музичного театру. Він також виконував роль Меджнуна в опері «Лейлі та Меджнун» у 1907—1908 роках. Він також допоміг Гаджибекову, вмовивши свого брата Ахмедбека Бадалбейлі (Агдамського) виступати в ролі Лейлі, оскільки Абдурагім Фараджев відмовився співати цю жіночу партію через гоніння противників театру.
Афрасіяб був старшим із шести дітей у сім'ї. Його єдиною сестрою була Мастура. Афрасіяб почав грати на тарі, коли йому ще не було шести років. 1916 року у віці дев'яти років він пішов до щойно відкритої 6-ї мусульмансько-російської музичної школи, директором якої був його батько.
Від 1916 до 1924 року навчається в 1-му Реальному училищі Зразковій Школі 2-го ступеня при Державному педагогічному інституті, одночасно, від 1921 до 1923 року, працює в канцелярії школи праці № 20 I ступеня міста Баку.
Від 1922 до 1928 року в Азербайджанському державному тюркському музичному технікумі Афрасіяб відвідував також уроки за класом скрипки та музичної теорії, де виконував азербайджанські народні мелодії та мугами.

### Навчання та кар'єра

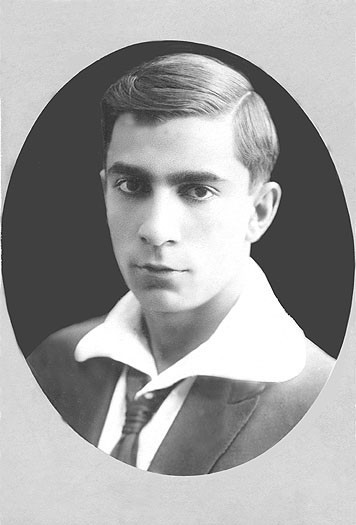
Студент Афрасіяб Бадалбейлі у 1920-ті

Бувши студентом Азербайджанського державного університету, Афрасіяб Бадалбейлі працював перекладачем у газеті «Комуніст», що видавалася азербайджанською мовою. Після закінчення Азербайджанського театрального училища (нині Бакинський державний музичний технікум), його запросили в Азербайджанський драматичний театр на посаду завідувача музичної частини. Тут Афрасіяб починає складати музику до основних спектаклів поточного репертуару. Узеїр Гаджибеков стверджував, що «цей молодий композитор ще в роки навчання прагнув не лише опанувати технікою музичного письма, але й глибоко вивчати творчість народу, плідно вчитися в нього».

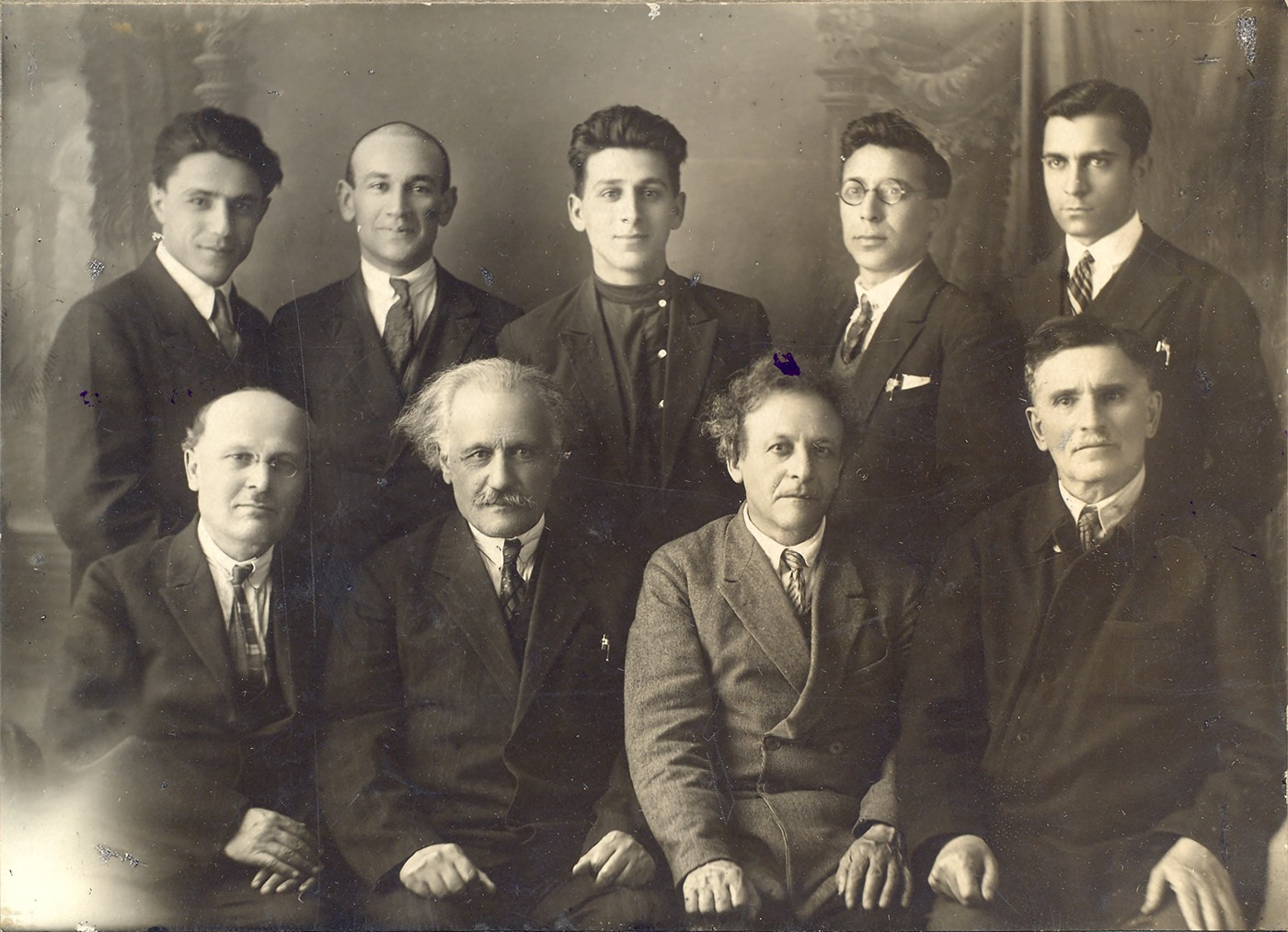
Діячі культури Азербайджану. Стоять (зліва направо): Асаф Зейналли, Сулейман Рустам, Расул Рза, Джафар Джабарли, Афрасіяб Бадалбейлі. Сидять (ліворуч): Антон Маїлян, Абдуррагім Ахвердов, Гібо Корнеллі, Рзагулу Наджафов. Баку, 1930 рік

1930 року почав працювати диригентом у Азербайджанському театрі опери і балету. Того ж року закінчив факультет «Східні мови» Азербайджанського державного університету за спеціальністю сходознавець-філолог. Від 1931 року — диригент симфонічних концертів.

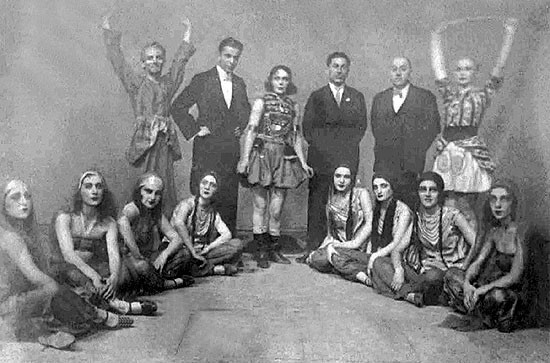
Афрасіяб Бадалбейлі (другий ліворуч, на задньому плані), разом із виконавцями «Половецьких танців». 25 березня 1931 року

Протягом 1932—1933 років навчався в Московській консерваторії за класом диригування К. С. Сараджева. За час навчання написав 8 варіацій, сонатину для віолончелі та фортепіано, етюд для фортепіано, сюїту для симфонічного оркестру в трьох частинах, квартет для двох скрипок, альта та віолончелі.
У вересні 1934 року вступає на композиторське відділення музичного технікуму при Ленінградській державній консерваторії ім. М. Римського-Корсакова. З метою підвищення диригентської майстерності, одночасно працює асистентом диригента в Ленінградському державному театрі опери та балету. Його керівником був головний диригент театру Володимир Дранішніков.
1938 року закінчив музичне училище при Ленінградській консерваторії за класом композиції Бориса Зейдмана.
У цей же період, 1931 року одружився зі вже відомою першою азербайджанською балериною Гамер Алмасзаде, яка продовжувала навчання в Ленінградському хореографічному училищі в класі Марії Романової. На батьківщину, в Азербайджан, подружжя повернулося із задумом створити перший азербайджанський класичний балет. Цього ж року почав працювати на посаді диригента в Азербайджанському театрі опери та балету.
1940 року склав перший азербайджанський балет «Дівоча вежа», присвячений дружині, який став першим балетом на мусульманському Сході. А самому Бадалбейлі 23 квітня 1940 указом Президії Верховної Ради Азербайджанської РСР присуджено звання «Заслужений діяч мистецтв», за видатні заслуги в галузі мистецтва.
1941 році, разом із своїм учителем Борисом Зейдманом, який переїхав із Москви до Баку, написав оперу «Гнів народний». Також працював над оперою «Нізамі», прем'єру постановки якої на сцені Театру опери та балету приурочив до ювілейної дати — 800-річчя мислителя та поета XII століття Нізамі Генджеві. Оперу поставлено 12 грудня 1948.
У той же час, диригуючи на сцені оперного театру, знайомив глядачів із творчістю таких класиків, як Гаджибеков і Магомаєв, Чайковський, Римський-Корсаков, Глазунов, Бородін, Глієр і Верді, Россіні, Пуччіні, Бізе та інші.

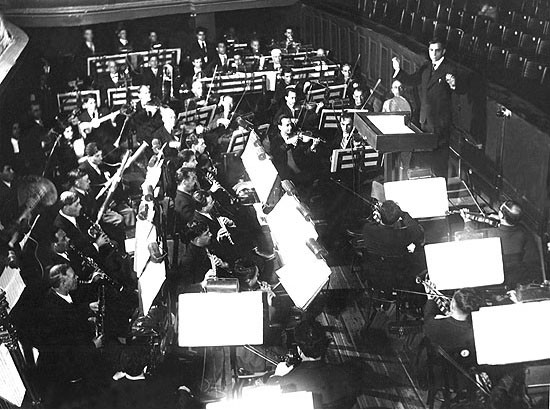
Афрасіяб Бадалбейлі диригує симфонічним оркестром Азербайджанського театру опери та балету

У травні-червні 1942 року працює на Бакинській кіностудії над озвучуванням та музичним оформленням фільму «Бахтіяр», присвяченого герою Другої світової війни Бахтіяру Керімову. Від 1943 до 1946 року був художнім керівником Азербайджанської філармонії. Член КПРС від 1945 року.
Від 1952 до 1956 року — голова сектору «Музикознавство та музична критика» спілки композиторів Азербайджану.
24 травня 1960 року указом Президії Верховної Ради Азербайджанської РСР «За досягнення в галузі культури» йому було надано звання народного артиста Азербайджанської РСР.
Від 1969 до 1973 року — голова Азербайджанського хорового товариства.
1971 році поставлено оперу «Верби не заплачуть». Як автор музики та лібрето, режисер та диригент вистави, Бадалбейлі хотів передати враження пережите народом під час Німецько-радянської війни.

Викладач Бакинської музичної академії, кандидат мистецтвознавства Ібрагім Гулієв, син єдиної сестри Афрасіяба — Мастури, згадує:
«Дядько був тільки на вигляд суворою небалакучою людиною. Дещо педантичний, акуратний, зібраний, він завжди пам'ятав про близьких людей, і його добрий вплив відчували на собі всі ми. Особливо я вдячний йому за те, що потай навіть від мами він попросив директора Музичної школи-десятирічки імені Бюльбюля перевести мене до азербайджанського сектору. Думаю, що спілкування з ним мало значний вплив і на сина дядька Шамсі — мого двоюрідного брата Фархада Бадалбейлі, чудового піаніста, народного артиста СРСР, нині ректора Бакинської музичної академії. Середовище, коло читання, бесіди про музику та творчість загалом — хіба це могло не ввійти в душу талановитого юнака?..»Оригінальний текст (рос.)
«Дядя был только на вид суровым неразговорчивым человеком. Несколько педантичный, аккуратный, собранный, он всегда помнил о близких людях, и его доброе влияние испытали на себе все мы. Особенно я благодарен ему за то, что по секрету даже от мамы он попросил директора Музыкальной школы-десятилетки имени Бюльбюля перевести меня в азербайджанский сектор. Думаю, что общение с ним оказало большое влияние и на сына дяди Шамси — моего двоюродного брата Фархада Бадалбейли, замечательного пианиста, народного артиста СССР, ныне ректора Бакинской музыкальной академии. Среда, круг чтения, беседы о музыке и творчестве вообще — разве это могло не войти в душу талантливого юноши?..»
До кінця життя працював на посаді головного диригента в Азербайджанському державному театрі опери та балету.
Помер 6 січня 1976 від гострої серцевої недостатності. Поховали композитора у II Алеї почесного поховання того ж дня.

### Особисте життя

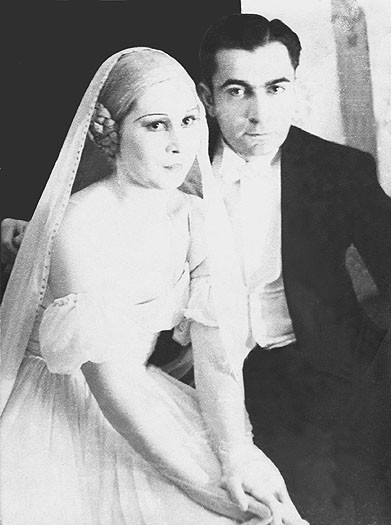
Весілля Г. Алмасзаде та А. Бадалбейлі, 1931 рік

Був одруженим двічі. З першою дружиною, балериною Гамер Алмасзаде, познайомився в Ленінграді, де навчався в музичному училищі при Ленінградській консерваторії за класом композиції Бориса Зейдмана.
Перша азербайджанська балерина, Гамер навчалася тоді в Ленінградському хореографічному училищі в класі Марії Романової. Після весілля подружжя повернулося до Баку, де створило перший національний азербайджанський балет. Головну роль, роль Гюльянаг зіграла сама Гамер Алмасзаде. Однак згодом їхній шлюб розпався.

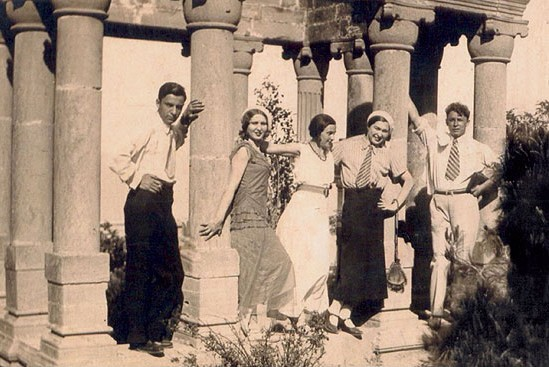
Афрасіяб Бадалбейлі (перший ліворуч) та Гамер Алмасзаде (четверта ліворуч) у Ленінграді

Вдруге одружився 1963 року з 28-річною Євгенією Орагвелідзе, яка працювала на Грузинському телебаченні. У зв'язку з приїздом до Тбілісі на гастролі Азербайджанського театру опери та балету Євгенія готувала передачу під рубрикою «Гості Тбілісі». Гостями передачі мали стати Афрасіяб Бадалбейлі, Гамер Алмасзаде, з якою Афрасіяб був уже понад десять років розлученим, Рафіга Ахундова, Магсуд Мамедов та інші. Домовившись про час зустрічі та обговоривши контури майбутнього прямого ефіру, Євгенія почала проводжати гостей. Афрасіяб Бадалбейлі взяв номер телефону Євгенії. Ще до початку планування ефіру вони кілька разів спілкувалися. Афрасіяб подарував Євгенії брошуру про балет «Дівоча вежа» з автографом. Одного разу він поїхав разом із Євгенією на дачу до її сина Дмитра. Тоді ж він познайомився з мамою Євгенії. Перш ніж виїхати назад до Баку (через місяць після знайомства) Афрасіяб освідчився Євгенії і заявив, що «не потерпить відмови». Євгенія та її син погодилися. Дмитра Афрасіяб записав до престижної школи з англійським ухилом. Афрасіяб та Євгенія прожили разом 12 років. Дмитро називав Афрасіяба татом.

Зі спогадів Євгенії Орагвелідзе-Бадалбейлі:
«Ми жили в скромній невеликій двокімнатній квартирі. Афрасіяб Бадалович багато працював, але вечорами до письмового столу підходив тільки після того, як Дмитрик засне на дивані, і обов'язково прикривав настільну лампу газетою, оберігаючи сон хлопчика…»Оригінальний текст (рос.)
«Мы жили в скромной небольшой двухкомнатной квартире. Афрасияб Бадалович много работал, но по вечерам к письменному столу подходил только после того, как Дима заснет на диване, и обязательно прикрывал настольную лампу газетой, оберегая сон мальчика…»

## Творчість
З музичним супроводом, який написав Афрасіяб Бадалбейлі, в Азербайджанському драматичному театрі йшли п'єси «Наречена вогню» (1927), «Севіль» (1928), «Алмас» (1929), «У 1905 році» (1931), «Яшар» (1932), «Сіявуш» (1932), «Гаджі Гара» (1933), «Фархад і Ширін» (1941). Знавці того часу зазначали, що «музика молодого композитора збагачує театральну дію в емоційному плані і якнайкраще втілює задум драматурга — автора п'єси». Написав: опери «Гнів народний» (разом із Б. І. Зейдманом, Баку, 1941), «Нізамі» (Баку, 1948), «Верби не заплачуть» (Баку, 1971); балети — «Дівоча вежа» (Баку, 1940, 2 ред. 1959), дитячий балет «Тарлан» (1941, Баку); для оркестру — симфонічну поему «За владу Рад» (1930), «Мініатюри» (1938), 2 марші (1930, 1941); для оркестру народних інструментів — симфонієтту (1950); для голосу з фортепіано — 3 пісні (на слова сучасних поетів); музику до понад 60 спектаклів.
Автор лібрето опери С. Алексерова «Бахадур і Сона», балетів: «Золотий ключик» і «Людина, яка сміється» Б. І. Зейдмана, «Чорнушка» А. Аббасова.
Відомі також такі його літературні твори: «Розмова про музику» (азерб., Баку, 1953); «Курбан Примов» (азерб., Баку, 1956); «Словник музичних термінів» (рос.-азерб., Баку, 1956); «Азербайджанський державний ордена Леніна театр опери та балету ім. М. Ф. Ахундова» (разом із К. Касимовим; М., 1959); «Тлумачний монографічний музичний словник» (азерб., Баку, 1969).
Автор еквіритмічних перекладів азербайджанською мовою текстів низки опер з вірменської, грузинської, російської та інших мов.

### Балет «Дівоча вежа»

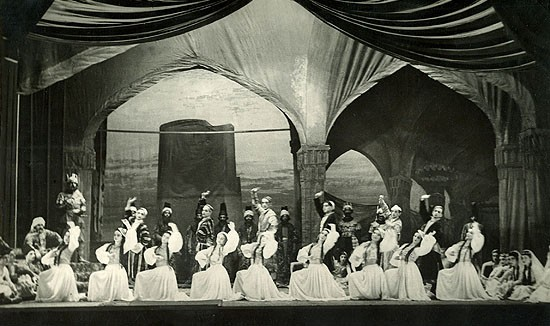
Сцена постановки балету. 1940 рік. Режисер — Ісмаїл Ідаятзаде, художник — Ф. Гусак

Після повернення з Ленінграда до Баку подружжя — Афрасіяб Бадалбейлі та Гамер Алмасзаде — вирішили створити перший азербайджанський класичний балет. У Баку тоді вже працювала професійна балетна трупа, яка опанувала репертуар світового рівня. Ідею створення першого національного хореографічного твору підтримали гідні солісти та кордебалет.

Балет створено за мотивами сюжету стародавньої легенди про Дівочу вежу. Для створення музики до балету Афрасіяб Бадалбейлі вивчив багато народних танців та обрядових прийомів. У балеті використав мугами «Мансурійє» та «Ейрати». Сам автор так говорив про задум і критерії вибору матеріалу для балету:
У роботі над першим азербайджанським національним балетом я ставив завдання написати музично-хореографічний роман, який переказує засобами сучасної нам музичної мови безсмертну народну легенду про боротьбу проти тирана, боротьбу за свободу та щастя.
Узеїр Гаджибеков, який високо цінував творчість Афрасіяба Бадалбейлі, писав про балет «Дівоча вежа»:
Бадалбейлі у своєму балеті вільно розвинув композиторську думку і водночас любовно та дбайливо використав красу народних мелодій. Особливою свіжістю виділяються такі народні мелодії, як «Шалахо», «Ай бері бах», «Кікіджан», на основі яких створені емоційно насичені танці…"Оригінальний текст (рос.)
«Бадалбейли в своем балете свободно развил композиторскую мысль и в то же время любовно и бережно использовал красоты народных мелодий. Особенной свежестью выделяются такие народные мелодии, как «Шалахо», «Ай бери бах», «Кикиджан», на основе которых созданы эмоционально насыщенные танцы...»
Бадалбейлі, як і Узеїр, включив до складу оркестру народні музичні інструменти тар, зурну, деф, звучання яких в оркестрі посилювало національний колорит музики балету. У головній ролі в балеті виступила дружина композитора Гамер Алмасзаде, яку згодом відзначено званням народної артистки СРСР.
Прем'єра першого балету на мусульманському Сході відбулася на сцені Азербайджанського державного театру опери та балету 18 квітня 1940 року. У травні 1959 року балет з великим успіхом ставиться в Москві на сцені Большого театру СРСР, в рамках декади Азербайджанської літератури та мистецтва.

## Внесок у культуру
Афрасіяб Бадалбейлі увійшов в історію азербайджанської музики не лише як автор першого національного балету і як відомий композитор, а й як музикознавець, лінгвіст, публіцист та перекладач. Присвятив багато статей та виступів теорії та історії азербайджанської музики та діячам музичної культури Азербайджану. У своїх працях спирався на культурну спадщину середньовічних музикознавців як Азербайджану, так і Ірану, володіючи тонкощами арабської, перської та рідної азербайджанської мов, вивчав історичні трактати з історії розвитку азербайджанської музики та зокрема мугаму.

Серед широко відомих його праць — музичний словник («Тлумачний-монографічний музичний словник» 1969 року). Тут наведено розроблені ним музичні терміни, пов'язані з професійною музикою усної традиції Азербайджану. Наведено також перелік мугамів. Висвітлено проблеми азербайджанського музикознавства. Бадалбейлі пише:
«Нестача літератури азербайджанською мовою про історію та теорію музичного мистецтва, нерозбірливість у використанні термінології в музичних підручниках, різне тлумачення одних і тих самих музичних понять на сторінках періодичної преси та в радіопередачах, формальні переклади, що зустрічаються в текстах нотних видань, свідчать про потребу уніфікації музичних термінів, висувають цю проблему на перший план, як невідкладне завдання нашого музичного життя та музичної практики»
Таким чином, намагаючись створити єдину музичну термінологічну базу азербайджанською мовою, Афрасіяб Бадалбейлі давав роз'яснення азербайджанським музичним термінам, створив понад 2000 наукових термінів, похідних з інших мов: європейських, російської тощо.
Бадалбейлі створював музику з інтонаціями народних пісень і танців, яка поєднувала мугамні імпровізації в мелодії струнних (скрипок) та дерев'яно-духових інструментів (флейти та гобоя), що також проявляється в музичному оформленні спектаклю «Фархад і Ширін» (за однойменною п'єсою Самеда Вургуна).

## Нагороди
- Орден Трудового Червоного Прапора (9 червня 1959)
- Орден «Знак Пошани» (25 лютого 1946; 29 квітня 1967)
- Народний артист Азербайджанської РСР (24 травня 1960)
- Заслужений діяч мистецтв Азербайджанської РСР (23 квітня 1940)

## Пам'ять
1993 року про Афрасіяба Бадалбейлі знято документальний фільм «Продовження життя» (азерб. Ömrün davamı), а 2000 року — фільм «Усе як є» (азерб. Hər şey olduğu kimi. Üçüncü film. Əfrasiyab Bədəlbəyli).
Ім'ям композитора названо дитячу музичну школу № 23 міста Баку на проспекті «Азадлиг».
На стіні будинку в Баку, в якому жив Бадалбейлі, встановлено меморіальну дошку.

## Галерея

Фото з Національного Державного архіву літератури та мистецтва Азербайджанської Республіки ім. С. Мумтаза
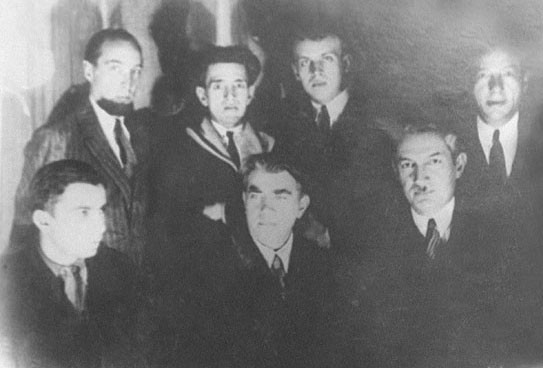
Внизу, зліва направо: Афрасіяб Бадалбейлі, Рейнгольд Глієр і Муслім Магомаєв. Баку. 1930-ті
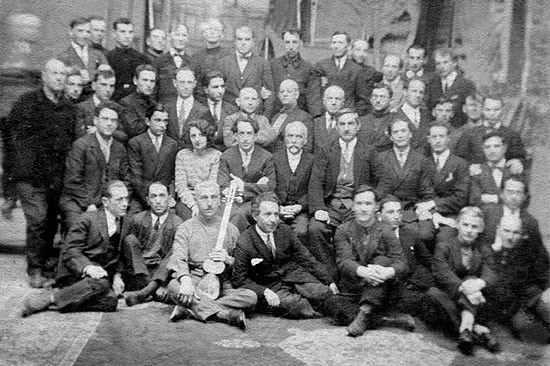
Афрасіяб Бадалбейли (справа 2-й у 2-му ряду), Муслім Магомаєв (справа 6-й у 2-му ряду), тарист Гурбан Піримов (справа 3-й в 1-му ряду) та оперні артисти. Баку, 1930-ті
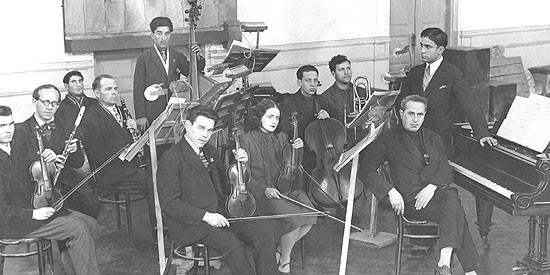
Репетиція з музикантами симфонічного оркестру Азербайджанського театру опери та балету
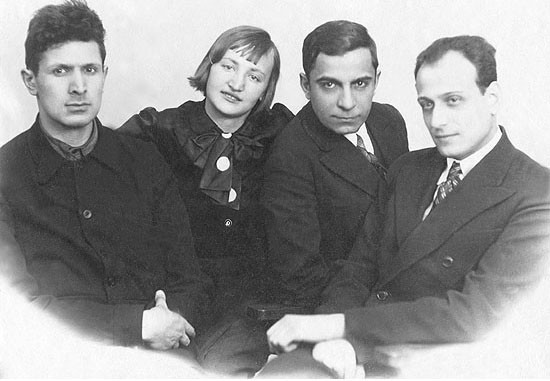
Зліва направо: А. Даніахі, Н. Владимирська, А. Бадалбейлі та вчитель Борис Зейдман. Ленінград. Травень 1938 року

Фото з Азербайджанського Державного музею музичної культури
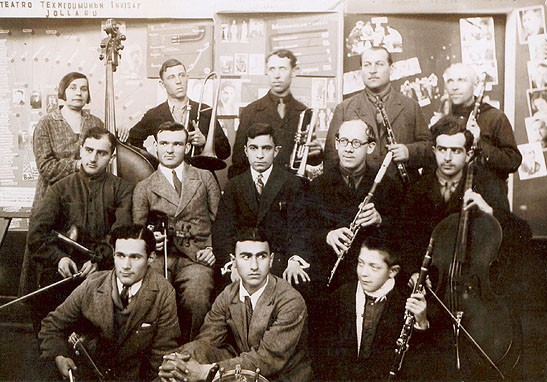
Афрасіяб Бадалбейлі (3-й у 2-му ряду) під час навчання у музичному технікумі
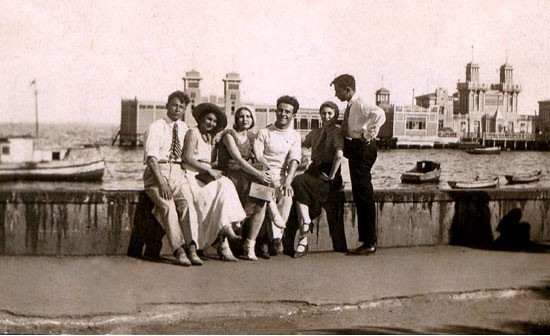
Афрасіяб Бадалбейлі і Гамер Алмасзаде

### Азербайджанською мовою
- «Щодо концерту Афрасіяба» («Əfrasiyabın konserti münasibətilə») // «Комуніст»[az] : газета. — 1933.
- Узеїр Гаджибеков. «Гарний початок» («Yaxşı başlanğıc») // «Комуніст»[az] : газета. — 1940.
- Бюльбюль. «Цінний подарунок» («Xoreoqrafiya sənətimizin nailiyyəti») // «Комуніст»[az] : газета. — 1940.
- М. Ібрагімов. «Цінний подарунок» // «Комуніст»[az] : газета. — 1940.
- А. Аббасов. «Опера в дусі сучасності» («Müasir ruhlu operamız») // Азербайджанська молодь[az] : газета. — 1970.
- Б. Гурбанов, А. Ісазаде. «İzahlı musiqi lüğəti» («Музичний словник») // «Література та мистецтво»[az] : газета. — 1970.
- І. Керімов. «Söyüdlər ağlamayacaq» («Верби не заплачуть») // «Література та мистецтво»[az] : газета. — 1971.
- Р. Зохрабов. «Творчість — вічний пошук» = «Yaradıcılıq əbədi axtarışdır». — «Баку», 1975.
- І. Гулієв. «Türk gərənayları səslənən dəmdə...» («Верби не заплачуть») // «Культура»[az] : газета. — 1991. — 25 липня.
- І. Гулієв. «Milli musiqimizin qədirşünası» («Поціновувач національної музики») // «Культура»[az] : газета. — 1992. — 21 травня.
- Л. Гасанова. «Qız qalası» III minilliyə vəsiqə» («Дівоча вежа» — путівка в III тисячоліття) // «Світ музики» : газета. — 2000.
- І. Гулієв. «Bəstəkar, dirijor, alim» // «Азербайджан—Ірс» : журнал. — 2000.
- І. Гулієв. «Безсмертний майстер, видатна особистість» = «Ölməz sənətkar, görkəmli şəxsiyyət». — «Баку», 2003.
- І. Гулієв. «Серце майстра, що б'ється в ритмі національної музики» = «Milli musiqimizlə döyünən sənətkar ürəyi». — «Світ музики», 2007.
- Й. Пашаєва. «Афрасіяб Бадалбейлі і народна музика» = «Əyrasiyab Bədəlbəyli və Azərbaycan xalq musiqisi». — Баку : «Нурлан», 2002.
- А. Абдуллаєва. «Узеїр Гаджибеков і Афрасіяб Бадалбейлі: однодумці» = «Üzeyir Hacıbəyov və Əfrasiyab Bədəlbəyli: məsləkdaşlar». — «Світ музики», 2007.